# 낙덕정
낙덕정(樂德亭)은 우리나라를 대표하는 성리학인 하서 김인후의 발자취를 기리기 위해 1900년에 대한민국 전북특별자치도 순창군 복흥면 상송리에 세운 정자이다. 1984년 4월 1일 전라북도의 문화재자료 제72호로 지정되었다.

## 개요
조선 인종 때 성리학자인 하서 김인후는 1545년 인종이 갑자기 승하하자 병을 칭하여 벼슬에서 물러나 고향 장성으로 돌아왔다.
곧이어 을사사화가 일어나자 1548년 처 고향인 이곳 순창군 쌍치면 둔전리 점암촌에 우거하여 세상을 피해 살면서 점암 천변 위에 초당 훈몽재(訓蒙齋)를 짓고 월계 조희문 고암 양자징 등 여러 제자들과 더불어 강론하며 속세를 벗어난 생각을 가졌다.
상류에는 낙덕암(樂德巖)이 있는데 김인후는 이곳에서 쉬고 노닐며 강송(講誦)하였다. 주변에 천석(泉石) 운림(雲林)의 뛰어난 경치는 바로 김인후의 무이(武夷)였다.
이와 같이 하서 김인후는 자연에 귀의하여 모든 것을 버리고 체념한 체 시와 술을 벗 삼아 유유자적 세월을 보냈는데 마음은 오히려 태평스러웠다. 이러한 마음을 표현한 시(詩)가 『자연가』이다.
청산도 절로 절로, 녹수도 절로 절로.
 산도 절로 물도 절로하니, 산수간 나도 절로.
 아마도 절로 삼긴 인생이라, 절로 절로 늙사오리.

1549년 2월에 《대학강의》 발문을 짓고, 추만 정지운의 《천명도》를 얻어 보고 이를 대폭 수정 보완해 인성의 본질을 파헤치는 탁견을 제시한 《천명도》를 저술하고, 여름과 가을에 성균관 전적에 제수 되었으나 나아가지 않았다. 
10월에 부친 참봉공 상을 당하여 고향 장성 맥동 본 집으로 돌아갔다. 12월에 맥동 서쪽 원당산에 참봉공을 장사하고 재실 당호를 담재(湛齋)라 편액하고 이를 자호(自號)로 하였다.
1900년(고종 37) 후손 경암(敬庵) 김노수(金魯洙) 등이 선조 하서 김인후의 학덕을 기리기 위해 김인후가 자주 찾은 낙덕암 위 우거진 숲 속에 팔모 단층의 건물을 중수하고 낙덕암의 이름을 따서 낙덕정(樂德亭)이라 하였다.
현판은 1930년 7월 칠석에 금옹(錦翁) 김원중(金源中)이 쓰고, 낙덕정기(樂德亭記)는 월담(月潭) 김재석(金載石)이 썼다.
대한민국 초대 대법원장을 지낸 후손 가인(佳人) 김병로(金炳魯)가 어린 시절 이곳에서 공부하였다고 한다.
20세기 초반 건립된 정자로는 보기 드물게 팔모단층의 건물로 되어 있으며, 내부 가운데에는 1칸의 방을 만들어 놓고 대청을 배치한 형태이다. 주변의 천석(泉石)은 원림(園林)과 어울려 수려한 누정 문화 경관을 한층 높여 주고 있다.

## 현지 안내문
낙덕정은 광무 4년(1900년)에 김노수(金魯洙)가 조선 초기의 인물인 선조 하서 김인후의 발자취를 기념하기 위해 세운 것으로 김인후가 자주 찾았다는 메기바위 즉 낙덕암의 이름을 따 낙덕정이라 하였다.
낙덕(樂德)이란 덕망이 높아 후학들로부터 존경을 받고 평소에 자연을 늘 가까이 하였던 김인후의 인품을 상징한 것이다. 김인후는 을사사화(1545년) 이후 관직에서 물러나 이곳에 은거하면서 후학들에게 성리학을 가르쳤다고 한다.

## 같이 보기
- 김인후
- 훈몽재 유지
- 김병로
- 울산 김씨

## 참고 자료
- 낙덕정 - 국가유산청 국가유산포털